# Курчеево
Курчеево (баш. Күрсәй) — село в Бакалинском районе Республики Башкортостан Российской Федерации. Входит в состав Бузюровского сельсовета.

## География

### Географическое положение
Расстояние до:
- районного центра (Бакалы): 33 км,
- центра сельсовета (Бузюрово): 8 км,
- ближайшей ж/д. станции (Туймазы): 77 км.

## Население
| 2002 | 2009 | 2010 |
| ---- | ---- | ---- |
| 278  | ↗298 | ↘245 |

Согласно переписи 2002 года, преобладающая национальность — кряшены (71 %).